# Gausvik
Gausvik o Gausvika es una aldea en el municipio de Harstad en el condado de Troms, Noruega. Se encuentra en la parte noreste de la isla de Hinnøya, a lo largo del Tjeldsundet, a unos 25 kilómetros al sur de la ciudad de Harstad. La Ruta europea E10 pasa a través de la aldea, a unos  3 kilómetros  al sur del Puente Tjeldsund. Destaca la Iglesia de Gausvik como parte del patrimonio de la aldea.